# Pnigomantis
Pnigomantis, é um gênero das mantis, da família dos Mantidae, da ordem das Mantodea.

## Espécies
Espécie incluída: